# Nikollë II. Dukagjini

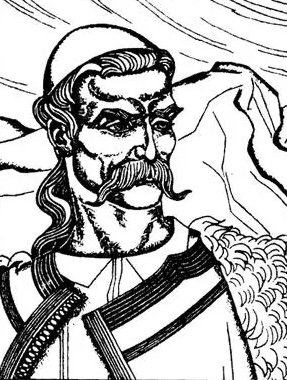
Nikollë II Dukagjini

Nikollë II. (deutsch Nikolaus; * um 1410; † nach 1481) war ein albanischer Edelmann aus dem Dukagjini-Clan. Er war Zeitgenosse Skanderbegs und ein Mitbegründer der Liga von Lezha, einem Verteidigungsbündnis gegen das Osmanische Reich.

## Leben
Nikollë war der Sohn von Pal II. Dukagjini († 1446) und der Bruder von Lekë III. Dukagjini, Progon III. und Gjergj IV. Die Hauptvertreter des Dukagjini-Stammes im 15. Jahrhundert waren Pal II. mit seinen Söhnen Lekë III. und Nikollë II.

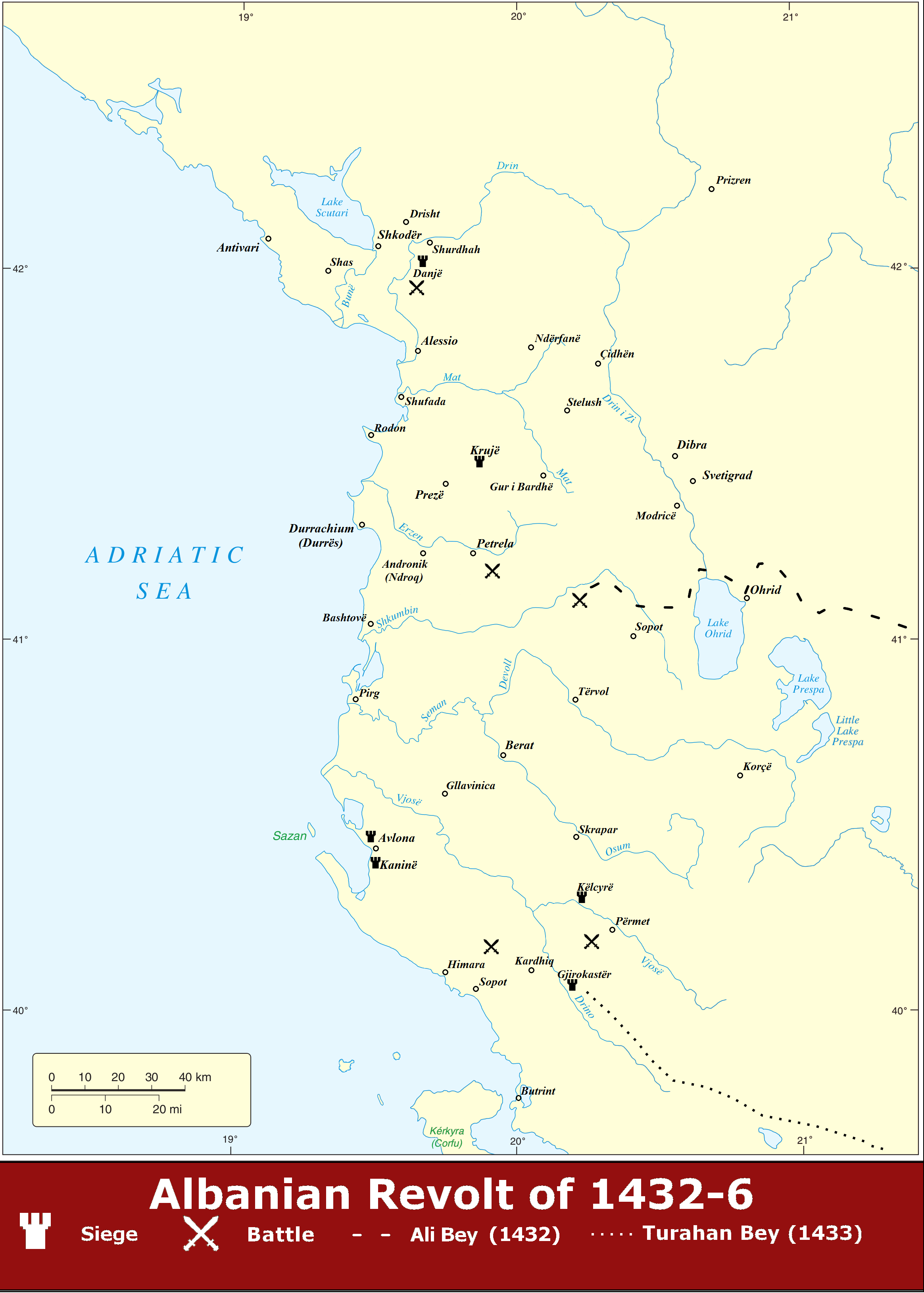
Karte der militärischen Aktivitäten während des albanischen Aufstands von 1432–1436

Zwischen 1432 und 1436 breitete sich in Albanien von Vlora bis nach Shkodra ein albanischer Aufstand gegen die Osmanen aus. Die Rebellen (Gjergj Arianiti, Andrea Thopia, Thopia Zenevisi, Nikollë II. Dukagjini) besiegten zwischen 1433 und 1436 drei große osmanische Offensiven. Nikollë II. Dukagjini, osmanischer Gouverneur von Skopje, nutzte den Aufstand aus, um in Nordalbanien die Gebiete des vorosmanischen Fürstentums Dukagjini zurückzuerobern und belagerte und eroberte Dagnum im Jahr 1435. Danach versuchte sich Nikollë II. mit Venedig zu verbünden, indem er den Venezianern anbot, ihre Oberhoheit zu akzeptieren und ihnen die Kontrolle über Dagnum zu gewähren. Venedig lehnte jedoch jegliche Beteiligung an seinem Plan und der Revolte ab. Was Nikollë II. nicht wusste, ist, dass Hasan Bey, der osmanische Gouverneur von Dagnum, nach seiner Niederlage um venezianische Hilfe gebeten hatte. Da Venedig die Feindseligkeit der Osmanen nicht provozieren wollte, wurde der Kapitän von Shkodra angewiesen, Hasan Bey, bei der Rückeroberung von Dagnum zu unterstützen. Venedig brach jedoch alle Beziehungen zu Nikollë II. ab. Die Streitkräfte des osmanischen Militärbefehlshabers Turahan Bey unterdrückten schließlich den Aufstand und marschierten durch Albanien, wobei sie weit verbreitete Massaker an Zivilisten verübten.

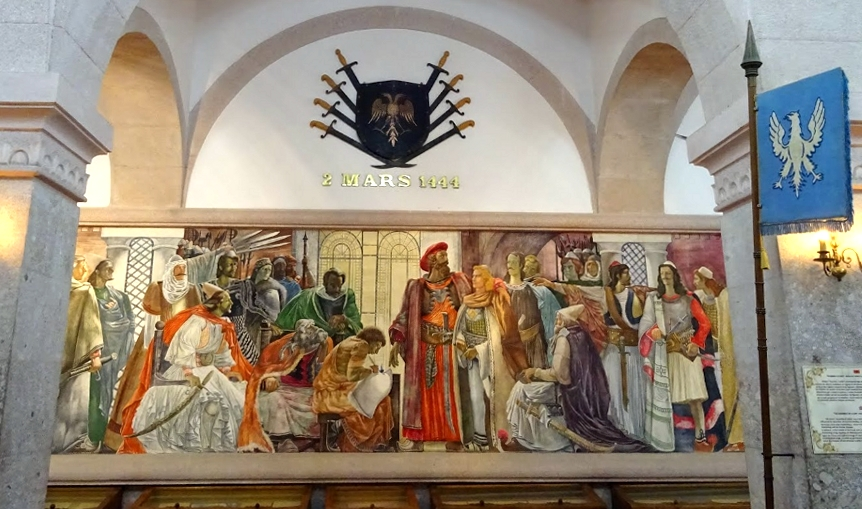
Liga von Lezha, Gemälde im Skanderbeg-Museum in Kruja

Am 2. März 1444 nahmen Pal II. Dukagjini und sein Sohn Nikollë II. als Vasallen von Lekë Zaharia, dem Herrn von Sati und Dagnum, an Skanderbegs Versammlung von Lezha teil.
1445 rächte Nikollë II., Pronoiar von Lekë Zaharia, Sohn von Koja Zaharia († vor 1442), seinen Bruder Lekë III. und tötete Lekë Zaharia.

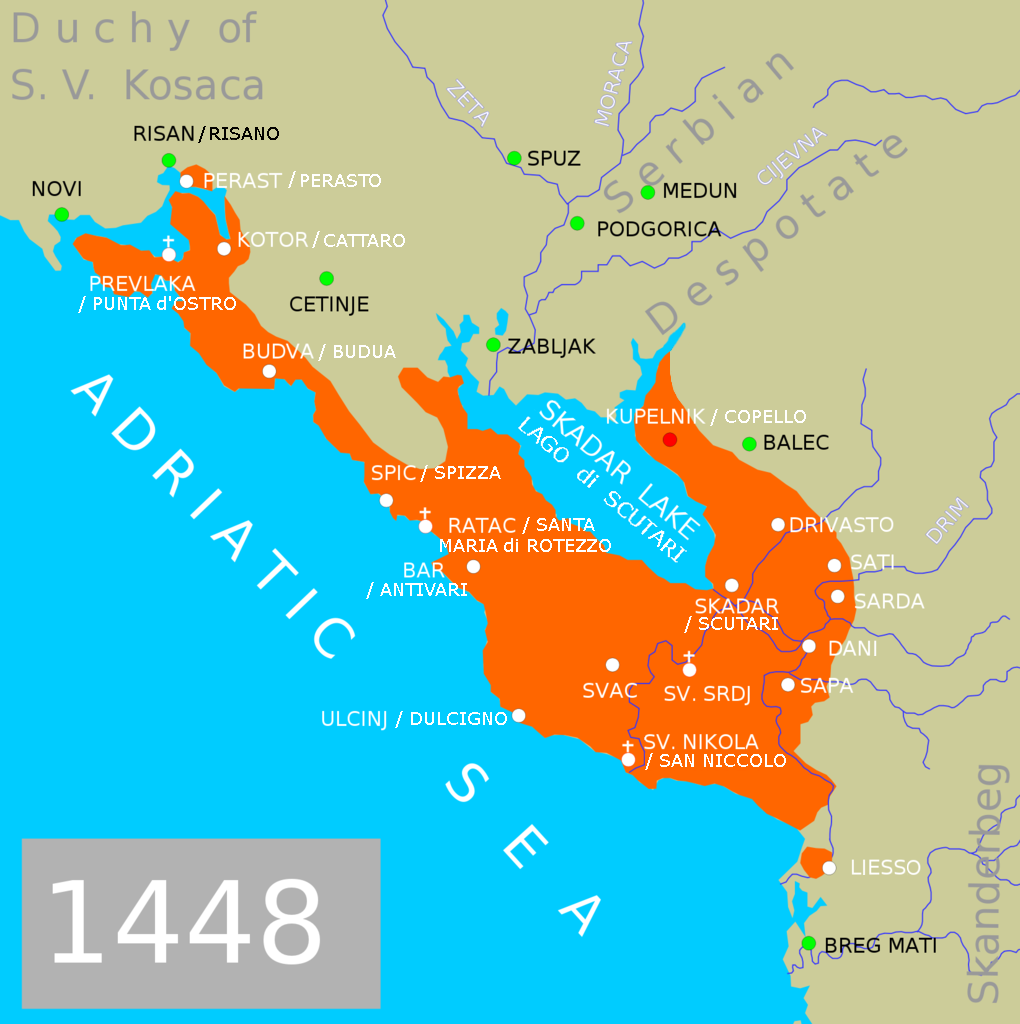
Venezianisches Albanien, 1448

Nikollë nahm mit seinem Bruder Lekë III. am Albanisch-Venezianischen Krieg (1447–1448) teil. Der Krieg endete mit dem Friedensvertrag von Lezha am 4. Oktober 1448 zwischen dem Kapitän von Shkodra, Paolo Loredano, dem Gouverneur in Albanien und Vertreter der Signoria von Venedig, Andrea Veniero, und Skanderbeg und Nikollë II. Dukagjini in seinem eigenen Namen und in dem der anderen Herren von Albanien. Venedig zahlte forthin an Skanderbeg und seine männlichen Erben jährlich 1400 Dukaten. Dafür gingen Dagnum und alle umliegenden Gebiete an Venedig. (Venezianisches Albanien) 1446 erscheinen die Dukagjini in venezianischen Archiven als „ehemalige Feinde“ (tunc hostis noster).
1452 lag Scanderbeg mit Pal III. und Nikollë II. in Fehde. Die Kurie, die sich der Treue der Dukagjini sicher war, befahl Pal Engjëlli, Bischof von Durrës am 20. Juli 1452 eine Versöhnung zwischen den Parteien einzuleiten, die aber erst 1463 zustande kam.
Am 14. Februar 1458 wurde in Shkodra ein Friedensvertrag zwischen den Vertretern Venedigs und den Brüdern Lekë III., Nikollë II., Gjergj IV. und ihrem Cousin Draga († 1462; Sohn von Nikollë I.), unterzeichnet. Venedig vergab den Dukagjini alle vergangenen Straftaten und empfing sie als Freunde. Die Brüder Dukagjini übergaben dem Kapitän von Shkodra, Benedetto Soranzo, die Rogamenia (eine kleine Ebene um das Dorf Rrogam) mit all seinen Gebäuden und das Gebiet Dagnum.

### Nach dem Tod Skanderbegs
Nach dem Tod Skanderbegs am 17. Januar 1468 wurde Lekë Dukagjini zu einer der Hauptfiguren im Krieg gegen die Osmanen. Die Osmanen besetzten fast ganz Albanien, plünderten bis Shkodra, Lezha und Durrës und verschleppten in wenigen Wochen über 8000 Menschen. „In ganz Albanien sehen wir nur Türken“, lautete eine gleichzeitige Depesche. Daneben befehdeten sich noch die alten Stammeshäuptlinge untereinander. Die Brüder Nikollë II. und Lekë III. verjagten ihren Bruder Progan IV., der erst durch Venedigs Eingriff wieder seinen Erbteil erhielt.
1470 besiegte der Verbündete Venedigs Nikollë II. seinen Bruder Lekë III., der auf der Seite der Osmanen stand.
Als die letzten Hochburgen 1478 (Kruja) und 1479 (Shkodra) an die Osmanen fielen, suchten Nikollë II. und sein Bruder Lekë III. Zuflucht in Königreich Neapel.

### Rückkehr nach Albanien
Nach dem Tod von Sultan Mehmed II. am 3. Mai 1481 brachen im Osmanischen Reich sofort Unruhen aus, was die Entsendung neuer Truppen für die in Otranto belagerten Osmanen verhinderte. Gjon II. Kastrioti galt für die Albaner, die sich mit der Osmanenherrschaft nicht abfinden wollten, zum Hoffnungsträger. Als Sohn des großen Skanderbeg sollte er den Aufstand gegen die Besatzer anführen. Zusammen mit Gjon und seinen Truppen segelten sein Cousin Konstantin (Costantino) Muzaka und die Brüder Nikollë II. und Lekë III. Dukagjini auf vier neapolitanischen Galeeren nach Albanien. Gjon ging südlich von Durrës an Land, während Konstantin weiter südlich nach Himara segelte. Die Ragusaner berichteten Anfang Juni 1481 nach Neapel, dass Nikollë II. wieder in Albanien eingetroffen sei; am 15. Juni konnten sie das gleiche von Lekë III. berichten. Die Zahl der Kämpfer vermehrte sich rasch durch Aufständischen. Nikollë und Lekë Dukagjini reisten nach Nordalbanien, wo sie im Hochland von Lezha und Shkodra den Aufstand anführten. Die Streitkräfte von Nikollë und Lekë griffen die Stadt Shkodra an und zwangen somit Hadım Süleyman Pascha, weitere Hilfstruppen in die Region zu schicken. Konstantin führte militärische Aktionen in der Küstenregion von Himara durch, während eine albanische Infanterie von ungefähr 7000 Mann sich um Gjon Kastrioti versammelte, um zu verhindern, dass Vlora erneut die osmanische Garnison in Otranto erreichen konnte.  Gjon besiegte eine osmanische Armee von 2000 bis 3000 Mann, eroberte Himara am 31. August 1481 und später die Burg Sopot bei Borsh und nahm Hadım Süleyman Pascha gefangen, der als Siegestrophäe nach Neapel geschickt wurde und schließlich unter einem Lösegeld von 20000 Dukaten freigelassen  wurde. Ihr vorübergehender Erfolg hatte äußerliche Auswirkungen auf die Befreiung von Otranto am 10. September 1481 durch neapolitanische Truppen. Vier Jahre lang konnte Gjon sich im Gebiet zwischen Kruja im Norden und Vlora im Süden halten. 1484 kehrte er aber endgültig nach Italien zurück. Über die Dukagjini schweigen die Quellen.